# Робинсон, Клинт
Клинт Дэ́вид Ро́бинсон (англ. Clint David Robinson; род. 1972) — австралийский гребец-байдарочник, выступал за сборную Австралии в начале 1990-х — конце 2000-х годов. Участник пяти летних Олимпийских игр, олимпийский чемпион Игр в Барселоне, чемпион мира, победитель многих регат национального и международного значения. Также известен как спортсмен-спасатель.

## Биография
Клинт Робинсон родился 27 июля 1972 года в городе Брисбене, штат Квинсленд. Детство провёл в городке Намбор, активно заниматься греблей начал в возрасте шестнадцати лет, проходил подготовку в одном из каноэ-клубов Саншайн-Кост и в Квинслендском институте спорта.
Первого серьёзного успеха на взрослом международном уровне добился в 1991 году, когда попал в основной состав австралийской национальной сборной и побывал на чемпионате мира в Париже, откуда привёз награду серебряного достоинства, выигранную в зачёте четырёхместных байдарок на десятикилометровой дистанции. Благодаря череде удачных выступлений удостоился права защищать честь страны на летних Олимпийских играх 1992 года в Барселоне — в зачёте одиночных байдарок на дистанции 1000 метров одолел всех своих соперников и завоевал тем самым золотую олимпийскую медаль.
В 1994 году Робинсон побывал на мировом первенстве в Мехико, откуда привёз награды золотого и бронзового достоинства, выигранные в одиночках на тысяче метрах и в двойках с Мартином Хантером на пятистах метрах. Год спустя на аналогичных соревнованиях в немецком Дуйсбурге выиграл серебро в километровой гонке одноместных байдарок. Будучи одним из лидеров гребной команды Австралии, благополучно прошёл квалификацию на Олимпийские игры 1996 года в Атланте — пытался повторить успех четырёхлетней давности, но на сей раз вынужден был довольствоваться бронзовой медалью, в финале километровой программы одиночек уступил норвежцу Кнуту Хольманну и итальянцу Беньямино Бономи.
После этих соревнований Робинсон ещё в течение многих лет оставался в основном составе австралийской национальной сборной и продолжал принимать участие в крупнейших международных регатах, тем не менее, в зачёте чемпионатов мира существенных достижений он больше не добивался. В 2000 году отоблася на домашнюю Олимпиаду в Сиднее, однако попасть здесь в число призёров не смог, в одиночках на тысяче метрах сумел дойти только до стадии полуфиналов. Через четыре года представлял страну на Олимпийских играх в Афинах, где вместе с напарником Натаном Баггали завоевал серебряную медаль в двойках на пятистах метрах, пропустив вперёд только звёздный немецкий экипаж Рональда Рауэ и Тима Вискёттера. В 2008 году Робинсон отправился на пятые в своей карьере Олимпийские игры, на соревнованиях в Пекине он выступал в двойках на пятистах метрах и в четвёрках на тысяче, но в обеих этих дисциплинах дошёл только до полуфинальной стадии.
Одновременно с выступлениями в гребле, Клинт Робинсон регулярно участвовал в соревнованиях австралийских береговых спасателей, в различных дисциплинах этого направления в общей сложности становился чемпионом страны 36 раз — считается одним из величайших атлетов в этом виде спорта, уступая по количеству выигранных титулов только знаменитому Тревору Хенди. За выдающиеся спортивные достижения награждён медалью ордена Австралии.